# Olba (Cilicie)
Pour la commune d'Espagne, voir Olba.
Olba, plus tard Diokaisareia / Diocaesarea (aujourd'hui Uzuncaburç) est une ancienne cité de Cilicie (Turquie).
La ville se trouve à environ 20 km à vol d'oiseau au nord-ouest de Corykos (Κώρυκος) et 25 km au nord de Séleucie (Silifke) sur un plateau élevé, à une altitude d'environ 1 200 m.
Selon Strabon, Olba se situe dans la contrée montagneuse qui domine Cyinda et Soles. À Olba appartenait aussi la cité de Canytellis (Kanlıdivane), à 30 km environ au sud-ouest.

## Histoire
William Mitchell Ramsay a pensé que l'emplacement d'Olba correspondait à celui de la cité connue à la période hittite sous le nom d'Ura, mais des recherches ont ensuite montré que cette dernière était un port, ce qui rend cette identification impossible.
Le pouvoir des prêtres de Zeus Olbios s'étendait sur la Trachéotide (Cilicie Trachée), qui comprenait aussi Zénophane Une descendante de la famille Aba aida Marc-Antoine et Cléopâtre VII et fut pour cette raison renversée par Auguste, mais Olba resta sous le contrôle de cette famille.

## La ville ancienne et ses bâtiments

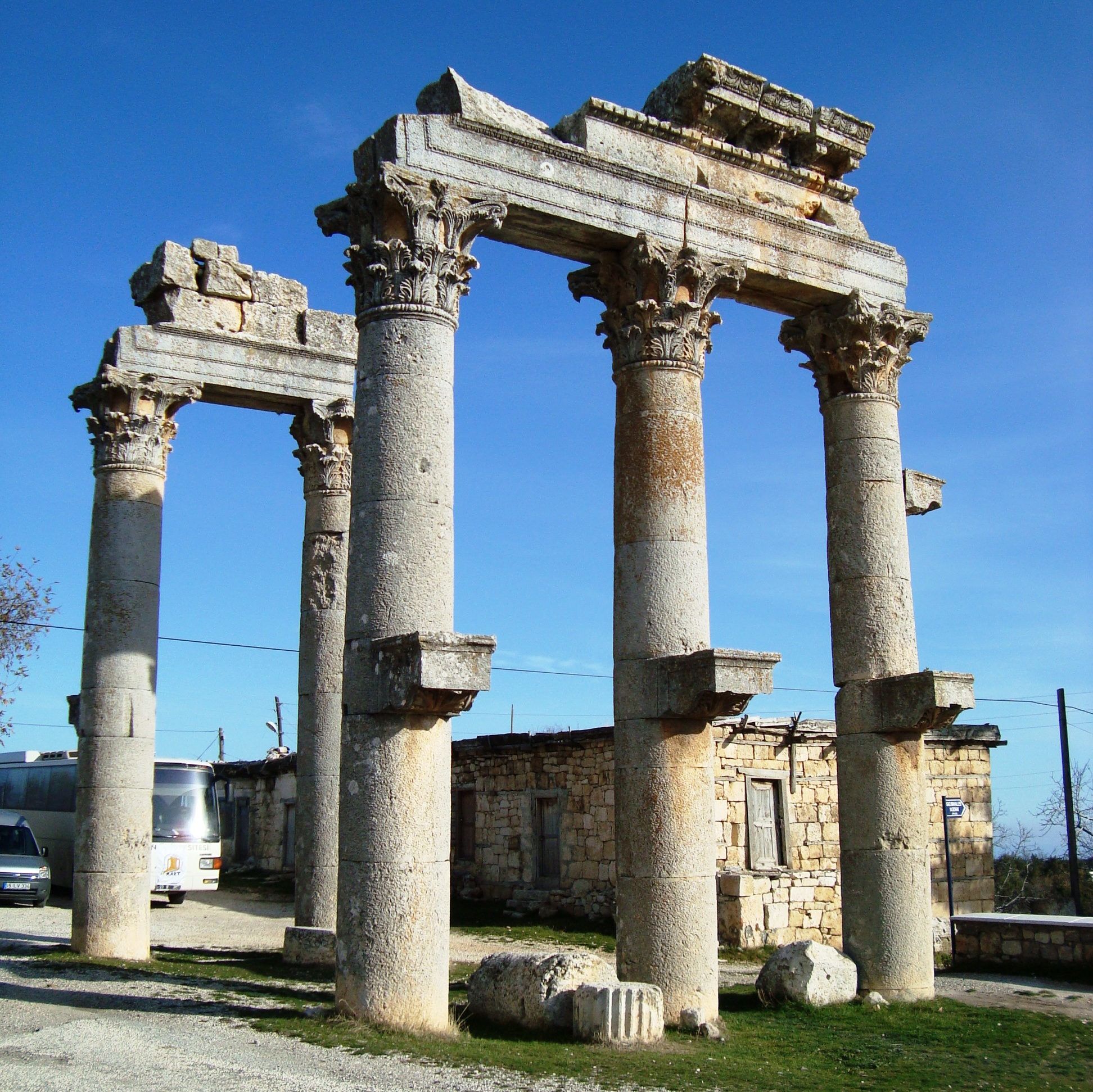
Porte monumentale avec consoles.

Les vestiges d'Olba sont répartis dans le village actuel d'Uzuncaburç et dans ses environs immédiats. On peut y voir, un théâtre, un nymphée, un aqueduc et un grand nombre de tombes creusées dans la roche.
On entre dans la ville par une porte monumentale, dont cinq colonnes ont survécu. Puis une rue à colonnade longe le temple de Zeus Olbios et mène au temple de Tyché. De celui-ci subsistent également cinq colonnes de granite à chapiteaux corinthiens reliés par des architraves massives comportant des dédicaces.
Au nord-ouest, une porte à trois arcs d'époque romaine mène hors de la ville. Sur une autre partie du mur de la ville, au nord, se dresse une tour de guet à cinq étages, haute de 20 m, éponyme du nom du village actuel, Uzuncaburç, qui signifie la tour longue en turc, déjà représentée sur des monnaies antiques d'Olba. Plusieurs nécropoles, parfois très importantes, s'étendent en dehors de la ville.

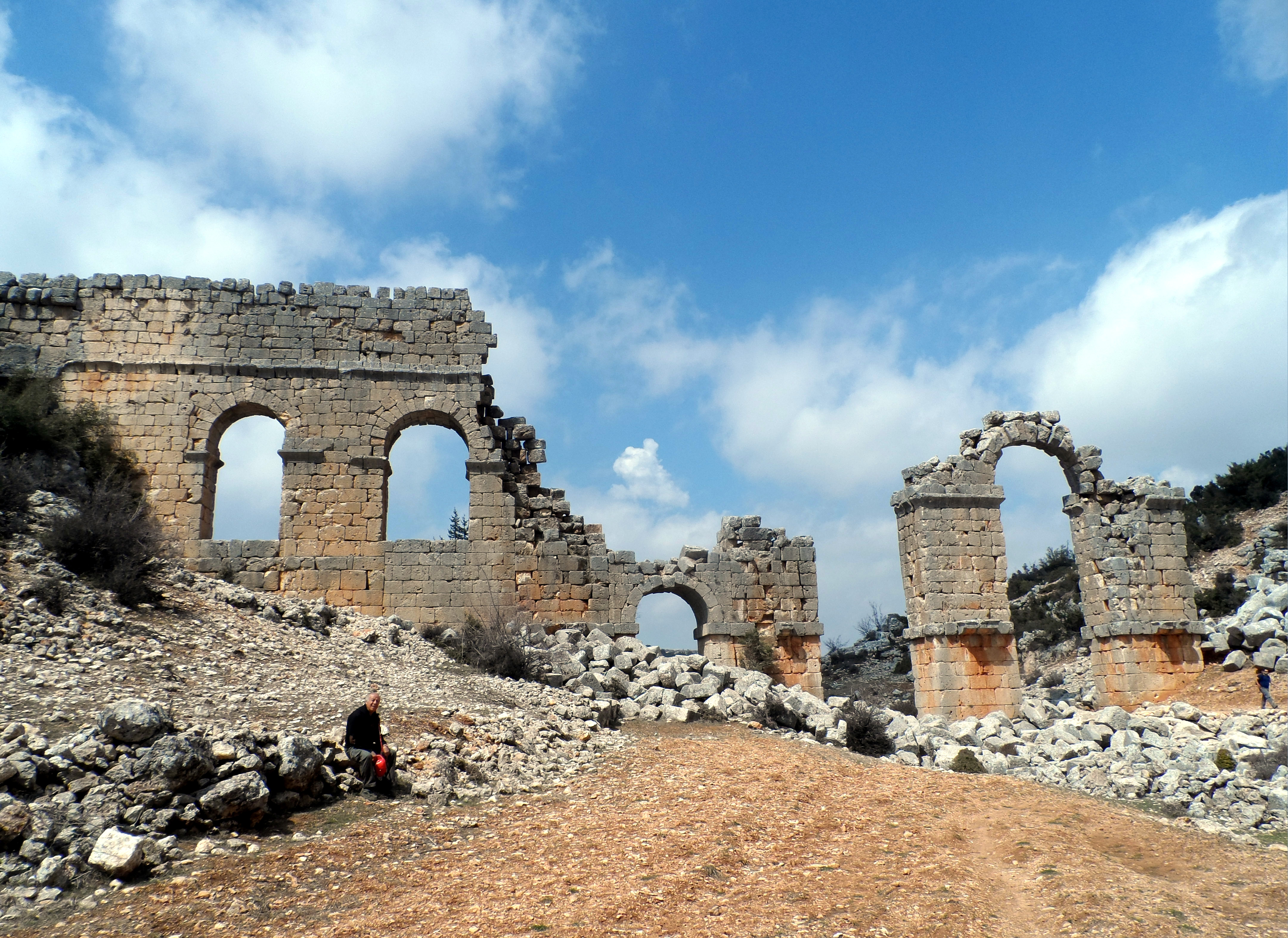
Aqueduc d'Olba
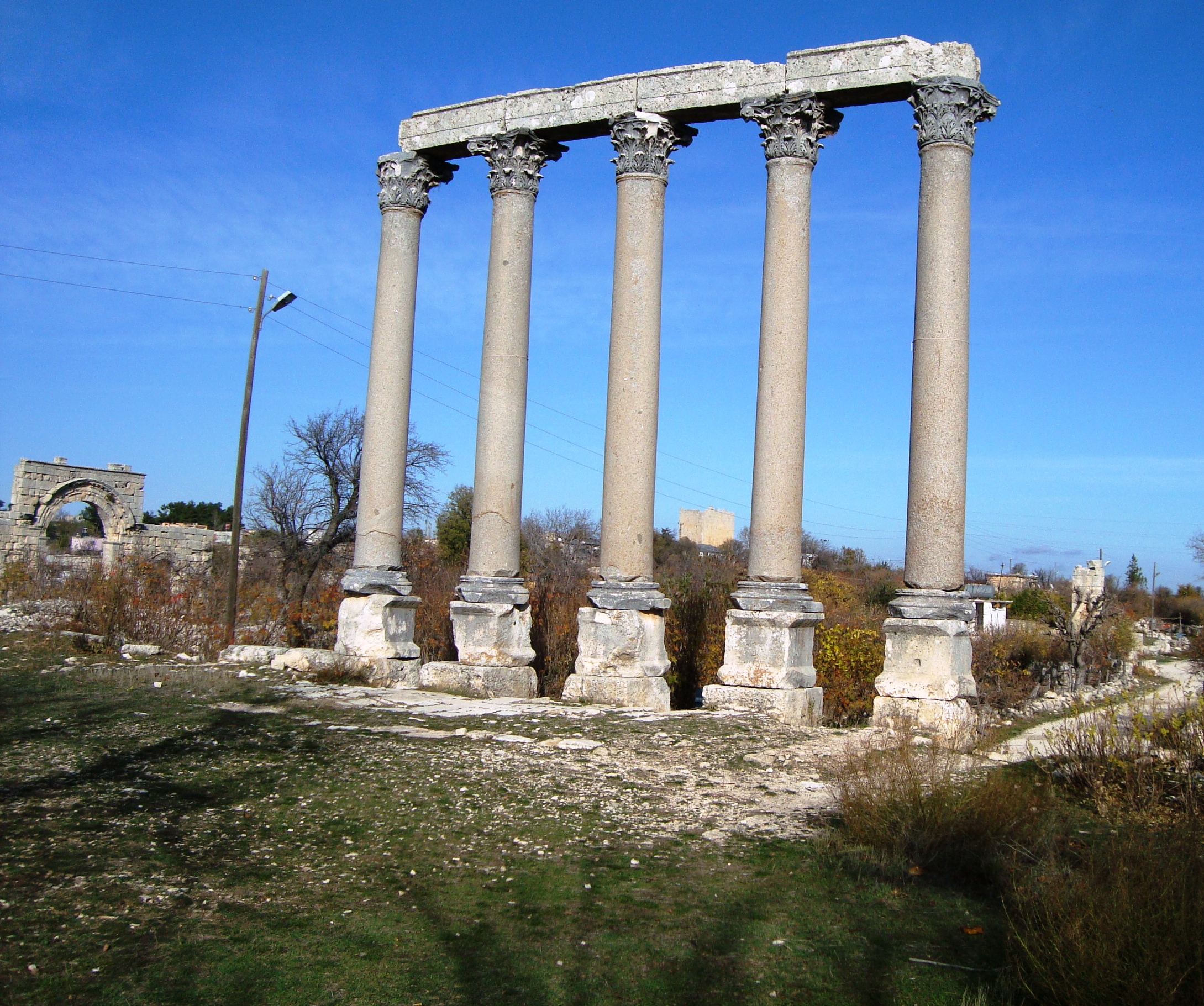
Temple de Tychè et porte romaine à arcades, Olba.
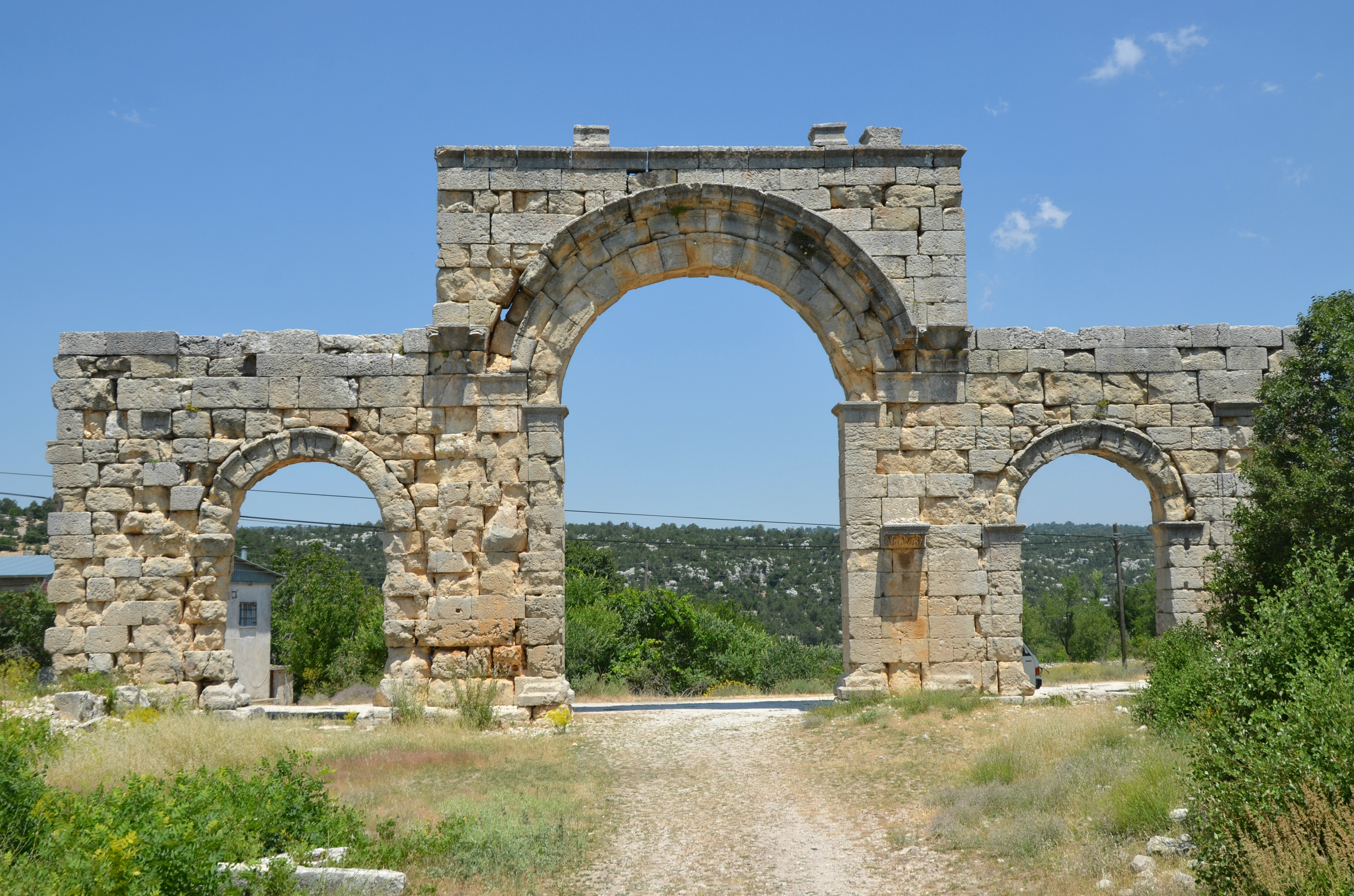
Porte romaine à trois arcades
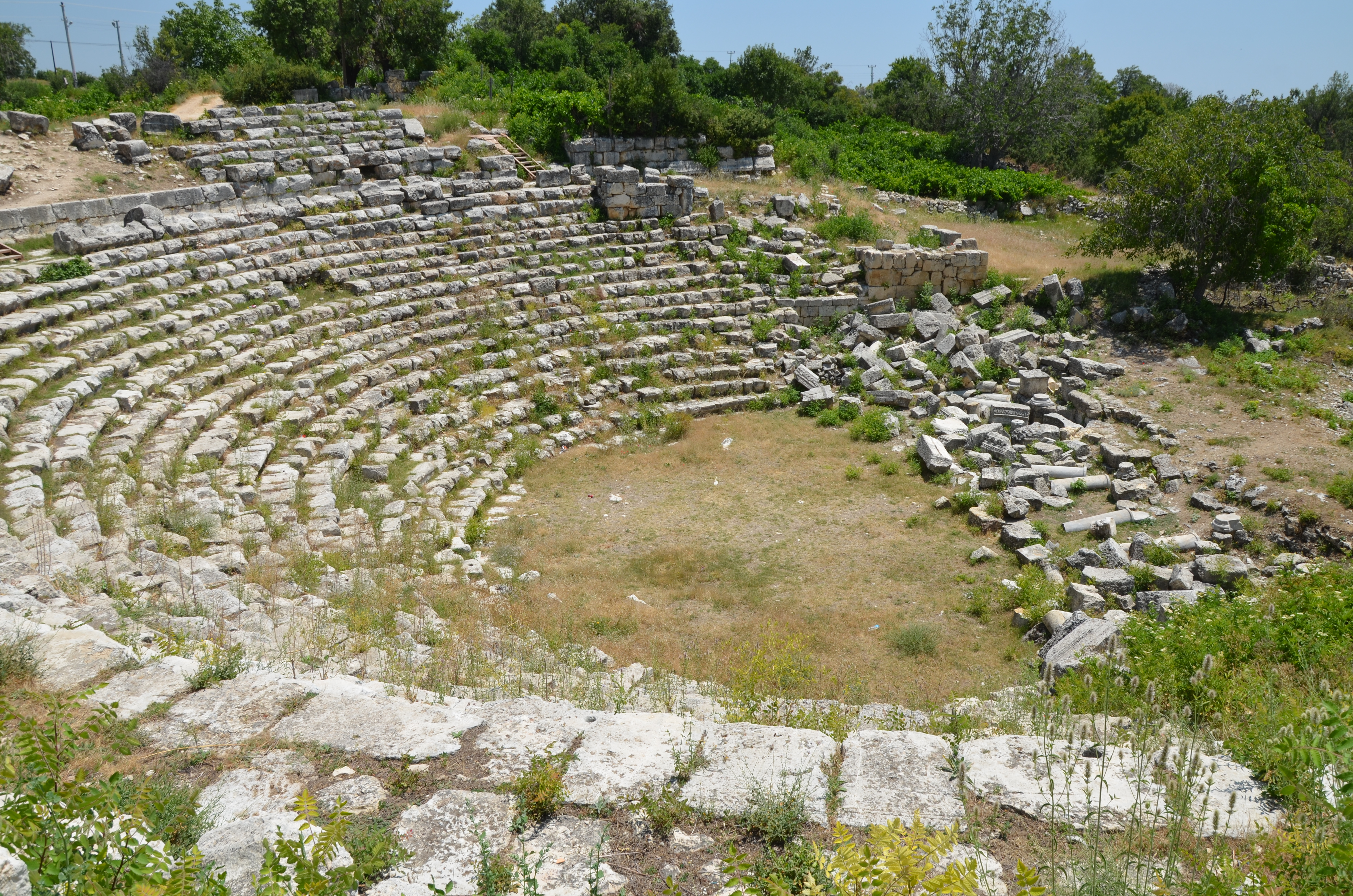
Théâtre d'Olba
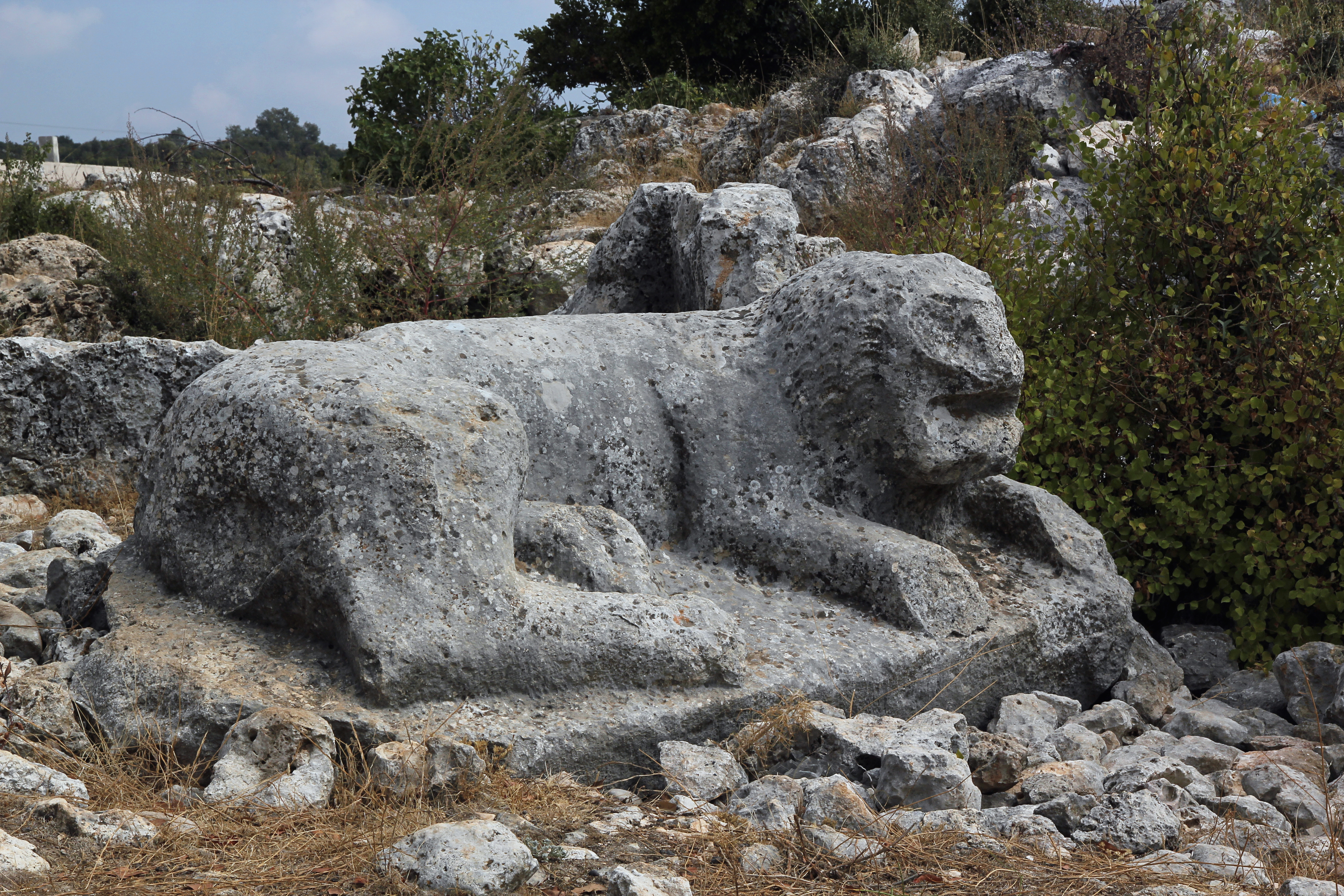
Couvercle de sarcophage au lion. Nécropole de Tekkadın.
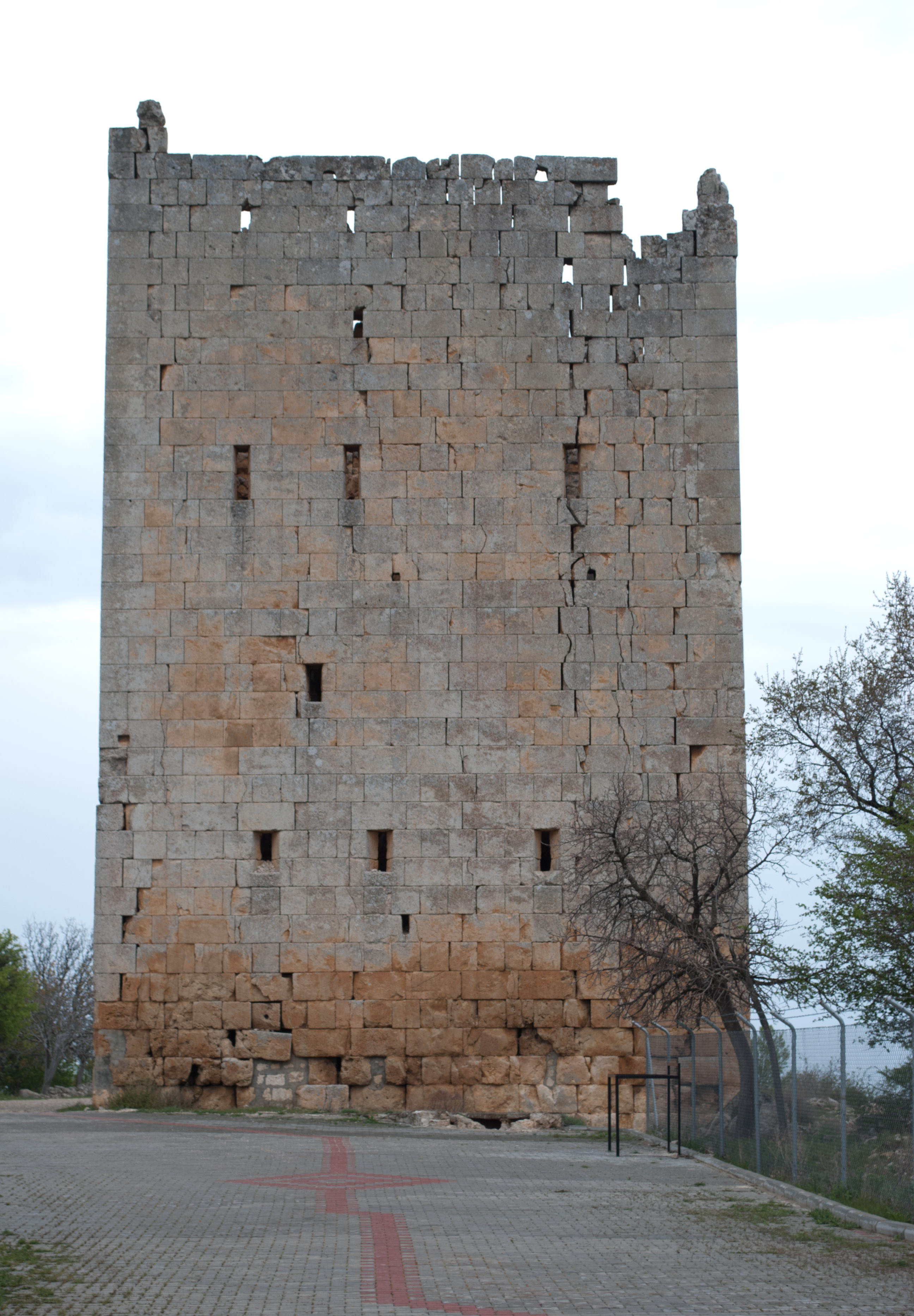
La « Tour longue » (Uzunca burç) éponyme du village.

## Temple de Zeus

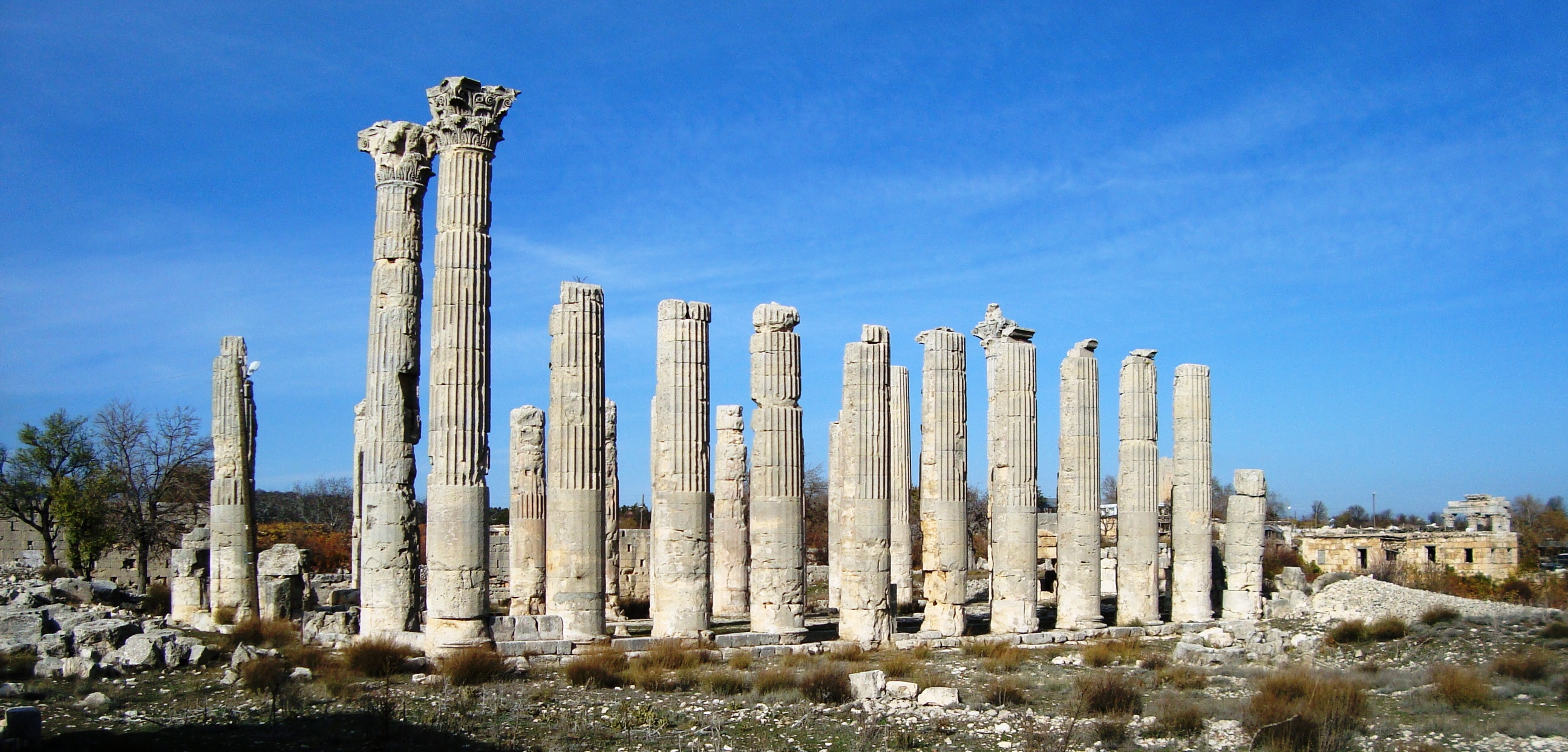
Temple de Zeus Olbios.

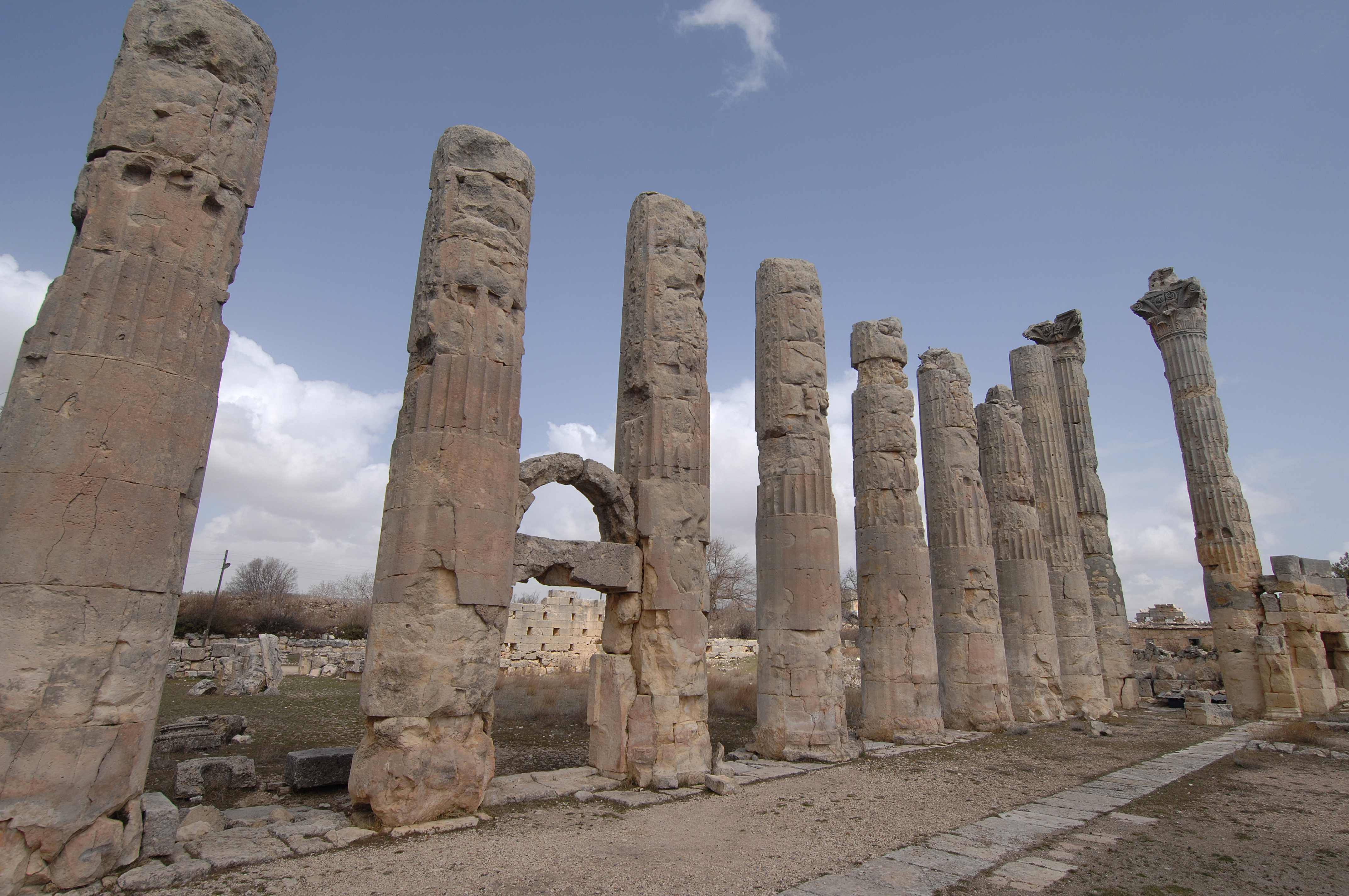
Vue intérieure du temple de Zeus.

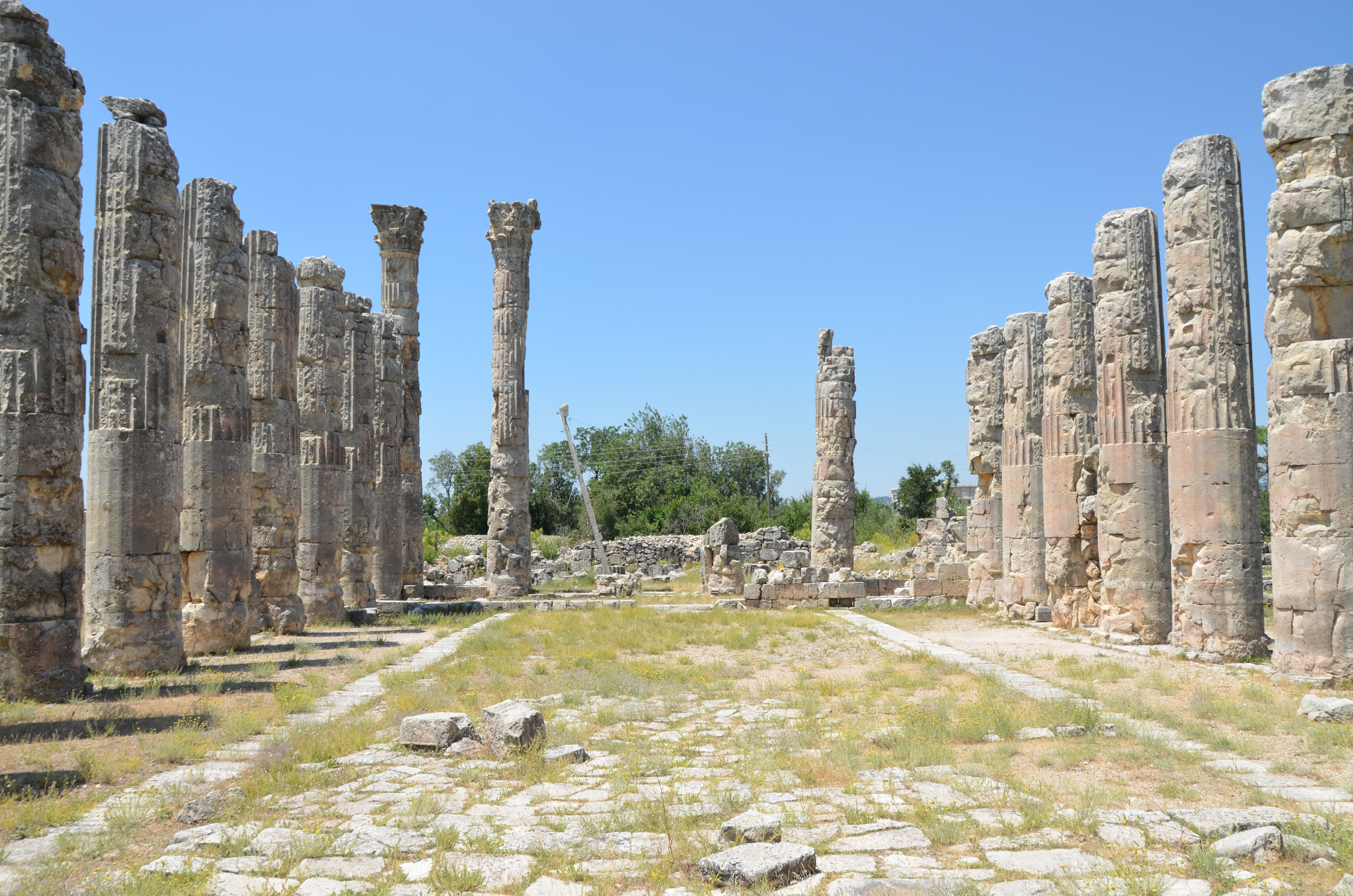
Temple de Zeus Olbien.

Le célèbre sanctuaire de Zeus Olbios, situé à environ 4 km de la ville, a été fondé d'après la légende d'Ajax, fils de Teucros. 
Le temple de Zeus est périptère, de 6 x 12 colonnes reposant sur un stylobate d'environ 21 x 39 m. Les colonnes s'élèvent sur des bases attiques sans plinthes. Les fûts de colonnes sont à 24 cannelures, réduites à de simples facettes dans le tiers inférieur. Les arêtes des cannelures se prolongent sur les facettes en fines bandes convexes, les facettes étant elles-mêmes légèrement concaves. L'exécution des facettes n'atteint pas la même hauteur sur toutes les colonnes. Les chapiteaux corinthiens sont constitués de trois pièces séparées. Ce mode d'exécution, qui appartient à la culture ptolémaïque, peut être observé sur le temple d'Auguste à Philae. 
Des restes de l'entablement dorique gisent parmi d'autres vestiges d'éléments architecturaux. La date de construction du temple est controversée, variant entre le début du IIIe et le milieu du IIe siècle av. J.-C..
À l'époque chrétienne, une cathédrale a été aménagée à l'intérieur du temple les espaces entre les colonnes. On distingue au sol les traces de fonts baptismaux avec un plan en croix.